# Senoculus albidus
Senoculus albidus är en spindelart som först beskrevs av F. O. Pickard-Cambridge 1897.  Senoculus albidus ingår i släktet Senoculus och familjen Senoculidae. Inga underarter finns listade i Catalogue of Life.